# IC 542
IC 542 — галактика типу SB0-a (компактна витягнута галактика) у сузір'ї Гідра.
Цей об'єкт міститься в оригінальній редакції індексного каталогу.